# ノーブルリージュ!
『ノーブルリージュ!』は、著者・TAMAMI、原作・丘野塔也/mana、イラスト・兎塚エイジによるライトノベル。MF文庫J（メディアファクトリー）より2011年1月から2011年6月まで発売された。2011年8月26日にノベルゲーム『ノーブルリージュ!』1話&2話BOXエディションが発売された。

## あらすじ
没落貴族の館に、財産回収に訪れた魔術鑑定士・ラング。呼び出しに誰も応じないのでやむなく壊れた窓から忍び込んだラングは、いきなり剣をつきつけられる。そこで出会ったのは『高貴なる義務（ノブレス・オブリージュ）』を完璧に体現する少女・シャルロッテだった。
シャルロッテに、ラングは罪をつぐなうという名目で仕えることになってしまう。
借金を取り立てるまではと、仕方なく仕えるラングだが、シャルロッテは街で噂の少女誘拐事件を解決すると言い出して……。

## 登場人物
シャルロッテ・ド・シャンパルティエ
声 - 野中藍
没落貴族シャンパルティエ侯爵家の一人娘。気が強く、前向き。
ラング・ドナヒュー
声 - 遊佐浩二
魔術具や、太古の宝物を専門とする、魔術鑑定士。軍属当時の記憶を引きずっている。
ヴァニラ・サーストン
声 - 日笠陽子
メルヴェイユ魔術大学時代の、ラングの同級生。
シスターロゼット
声 - 小林眞紀
マドレーヌ寺院所属の修道司。
ノワ・テトレィ
声 - 近藤唯
ブーランジェ市街に店を構える、テトレィ酒場の娘。
ミエル・テトレィ
声 - 櫻井浩美
ノワの姉。妹とは正反対。
シスターエリゼ
声 - 若林直美
ルクレール寺院所属の修導司。
笛吹き
声 - 勝沼紀義
夜な夜な少女をさらう怪人。魔装兵。
人形使い
声 - 古門憲典
二体目の魔装兵。マリオネットを操る黒子のような外観。
羆
声 - 田中一永
軍属時代のラングが、初めて対峙する魔装兵。
キルシュ
声 - 立石めぐみ
メルヴェイユ軍猟兵隊長。羆の破壊任務を帯びたラングのサポートを行う。
ケーゼベック・ディーボルト
声 - 菱田盛之
ラングの恩師の錬金術師。
コルネ
声 - 石田嘉代
コルネ金融の経営者であり、ラングの上司。
バルバドス
声 - 景浦大輔
ラングに一方的な恨みを抱いている、借金の取り立て屋
アッシュ
声 - 新田祐一
ラングに一方的な恨みを抱いている、借金の取り立て屋。

## 既刊一覧
- TAMAMI（著）・丘野塔也（原作）・mana（原作）・兎塚エイジ（イラスト）、メディアファクトリー〈MF文庫J〉、全2巻
  - 『ノーブルリージュ！』、2011年1月25日発売[1]、ISBN 978-4-8401-3693-8
    - 『ノーブルリージュ！特装版』、同日発売[2]、ISBN 978-4-8401-3692-1

  - 『ノーブルリージュ！2』、2011年6月24日発売[3]、ISBN 978-4-8401-3942-7

## ゲーム
- キネティックノベル『ノーブルリージュ！ 1話&2話BOXエディション』